# Чин, Чарли
Цинь Сянли́нь, более известный как Чарли Чин  (англ. Charlie Chin, кит. 秦祥林, пиньинь Qín Xiánglín; род. 19 мая, 1948, Нанкин, Китайская Республика) — тайваньский и гонконгский киноактёр, лауреат премии Golden Horse 1975 и 1977 годов в категории «лучшая мужская роль» в фильмах Long Way From Home и Far Away From Home.

## Биография и карьера
Цинь Сянлинь родился в Нанкине 1948 году в семье, переехавшей туда из Хуангана провинции Хубэй; позже он вместе с семьёй переехал в Гонконг.
В 12-летнем возрасте будущий актёр записался в школу пекинской оперы Государственного колледжа исполнительских искусств Тайваня. Вернувшись оттуда через 8 лет, Цинь Сянлинь устраивается в штат киностудии Guo Tai Movie, снимаясь в фильмах боевых искусств.
Ранний период съёмок в Гонконге не приносит Чарли Чину заметной известности, настоящий успех приходит к нему с начала 1970-х годов при съёмках на Тайване в фильмах романтического жанра. К этому периоду относится его многократное партнёрство в романтических фильмах с сингапурским актёром Нг Цзинь Ханем (более известным как Чинь Хань) и актрисами Бриджит Линь и Джоан Линь, неформально известное как «Два Чиня и две Линь» и служившее в те годы прогнозом кассового успеха.
В 1975 и 1977 годах Чарли Чин дважды становится лауреатом премии Golden Horse за лучшую ведущую мужскую роль в фильмах Long Way From Home и Far Away From Home. Позже он сам исполняет обязанности ведущего на церемонии награждения этого же фестиваля 2000 года.
Всего за свою примерно почти более чем 25-летнюю кинокарьеру актёр снялся не менее чем в 126 кинофильмах, из них около половины — производства киностудий Тайваня.
В середине 1970-х — середине 1980-х годов Чарли Чин по нескольку лет состоял в браке с двумя известными актрисами — Джозефиной Сяо (1975—1979) и своей частой партнёршей Бриджит Линь (1980—1984).
С начала 1990-х годов отошёл от киноиндустрии. В настоящее время живёт под Лос-Анджелесом (Калифорния, США) с женой Цао Чанли (с 1988 года) и двумя сыновьями 1988 и 1991 г.р., занят в риэлторском бизнесе.

## Фильмография

### Фильмы гонконгского производства
| Год  | Китайское название | Транскрипция          | Английское название                 | Русское название                              | Роли                      |
| ---- | ------------------ | --------------------- | ----------------------------------- | --------------------------------------------- | ------------------------- |
| 1965 | 花落水流紅         | Huā luò shuǐ liú hóng | The falling petals                  | Опадающие цветы                               | А Ди                      |
| 1967 | 第一劍             | Dì yī jiàn            | The First Sword                     | Первый из мечей                               | Чжан Сянчжу               |
| 1968 | 春暖人間           | Chun nuan ren jian    | Song of Our Family                  | Песня нашей семьи                             | Вэнь Дамин                |
| 1968 | 夏日初戀           | Xià rì chū liàn       | Summer Love                         | Любовь, начавшаяся летом                      | Ли Ни                     |
| 1969 | 盜璽               | Dào xǐ                | The Royal Seal                      | Похищение императорской печати                | Цинь Тунчжи               |
| 1969 | 神經刀             | Shen jing dao         | Mad, Mad Sword / Mad Mad Mad Swords | Безумный «Безумный Меч»                       | «Могученогий» Ло Вэньчжао |
| 1969 | 楓林渡             | Fēng Lín Dù           | Mallow Forest                       | Перевал Кленового Леса                        | Ши Чжэньнань              |
| 1969 | 龍吟虎嘯           | Long yin hu xiao      | The Challenge                       | Поединок (букв. «Песнь Дракона и рёв Тигров») | Чжао Вэньлун              |
| 1969 | 蓮花寨             | Lián Huā zhài         | Lotus Camp                          | Крепость Лотоса                               | Е Фэйлун                  |
| 1969 | 黑豹               | Hēi bào               | The Black Panther                   | Чёрная пантера                                | Белый Посланник           |
| 1969 | 一劍情深           | Yī jiàn qíng shēn     | The Violet Mansion                  |                                               | У Чэньцзы                 |

| Год  | Китайское название                     | Транскрипция                                                                                               | Английское название                                                          | Русское название                                                     | Роли                  |
| ---- | -------------------------------------- | --- | ---------------------------------------------------------------------------- | -------------------------------------------------------------------- | --------------------- |
| 1970 | 壯士血                                 | Zhuàng shì xuè                                                                                             | The King’s Sword                                                             |                                                                      | Фан Чжуншу            |
| 1970 | 玉樓春夢                               | Yu lou chun meng                                                                                           | The Lost Spring                                                              | Затерянный источник (букв. «Нефритовая башня и источник мечты»)      | Ли Давэй              |
| 1970 | 火鳥第一號火鳥紫丁香                   | Huo niao di yi hao / Huo niao zi ding xiang                                                                | Violet Clove and Firebird                                                    | Огненная птица                                                       | инспектор Чэнь        |
| 1970 | 神龍劍俠 / 雪路血路                    | Shen long jian xia / Xuě lù xuè lù                                                                         | Mission to die / Snowy Road, Bloody Road                                     | букв. Воитель-дракон / Путь снега, путь крови                        | (приглашённая звезда) |
| 1970 | 異鄉客                                 | Yi xiang ke                                                                                                | The Unknown Swordsman                                                        | Странный странник                                                    | простак               |
| 1970 | 我愛莎莎                               | Wǒ ài Shā Shā                                                                                              | I Love Sasa / The Apartment                                                  | Я люблю Са Са / Квартира                                             | Цзян Шаоцю            |
| 1971 | 劍魂                                   | Jiàn hún                                                                                                   | The Living Sword                                                             | Дух меча                                                             | Чу Люлан              |
| 1971 | 雲姑                                   | Yún gū | Her vengeance                                                                | Её месть                                                             | Юэ Минцзянь           |
| 1971 | 無敵鐵沙掌                             | Wu di tie sha zhang                                                                                        | The Invincible Iron Palm                                                     | Непобедимая Железная Рука                                            | Хань Цзян             |
| 1971 | 財色驚魂                               | Cái sè jīng hún                                                                                            | Secret of My Millionaire Sister / My millionaire sister                      |                                                                      |                       |
| 1971 | 鈔票與我                               | Chao piao yu wo                                                                                            | Money and I                                                                  | Деньги и я                                                           | Ли Кантай             |
| 1971 | 浪子之歌                               | Làngzǐ zhī gē                                                                                              | The Lark                                                                     | Жаворонок (букв. «Песнь блудного сына»)                              | А Сян                 |
| 1972 | 男人女人                               | Nǚrén nánrén (либо Nǚren nánren)                                                                           | Love Affairs                                                                 | Мужчины и женщины (либо Мужья и жёны)                                |                       |
| 1972 | 蕩女神偷                               | Dàng nǚshén tōu                                                                                            | The Misguided Youth                                                          |                                                                      |                       |
| 1972 | 輕煙                                   | Qīng yān                                                                                                   | Love Is Smoke                                                                | букв. Нежная дымка                                                   | Цю Лин                |
| 1972 | 珮詩                                   | Pèi Shī | Pei Shih                                                                     | Пэй Ши                                                               | Фань Дао              |
| 1972 | 騙術大觀                               | Piàn shù dà guān                                                                                           | Cheating in Panorama / Cheating Technique                                    | Панорама обмана                                                      |                       |
| 1972 | 龍兄虎弟                               | Long xiong hu di                                                                                           | The Invasion / The Bold Brothers                                             | Вторжение / букв. «Братец Дракон и братишка Тигр»                    | Чинь Хай              |
| 1973 | 追殺                                   | Zeoi1 saai3                                                                                                | Deadly Chase / Flying Wheels                                                 | Смертельная погоня                                                   | Там Чхён              |
| 1973 | 明日天涯                               | Míng rì tiān yá                                                                                            | If Tomorrow Comes                                                            | Если наступит завтра                                                 | (камео)               |
| 1973 | 應召名冊                               | Yīng zhào míng cè                                                                                          | The Call Girls                                                               | Девушки по вызову                                                    |                       |
| 1973 | 香港夜譚 / 香港黑街女郎                | Xiānggǎng yè tán / Hoeng1gong2 je6 taam4 // Xiānggǎng hēi jiē nǚ láng / Hoeng1gong2 haak1 gaai1 neoi long4 | Hong Kong Nite Life / Hong Kong Black Street Lady                            | Ночная жизнь Гонконга / букв. Мужчины и женщины тёмных улиц Гонконга |                       |
| 1973 | 女警察 / 台灣片名                      | Nǚ jǐng chá / Tái wān piàn míng                                                                            | Police Woman / Rumble in Hong Kong / Here Come Big Brother / The Young Tiger | Разборка в Гонконге                                                  | таксист Чэн Чин       |
| 1973 | 愛慾奇譚                               | Ài yù qí tán                                                                                               | Love Is a Four Letter Word                                                   |                                                                      |                       |
| 1973 | 好女十八變 / 歡喜冤家 / 晴時多雲偶陣雨 | Hǎo nǚ shí bā biàn / Huān xǐ yuān jiā / Qíng shí duō yún ǒu zhèn yǔ                                        | How is the weather today? / Sunny but cloudy with occasional rain            | букв. Радость и вражда / Ясно, с облачностью и шквалистым дождём     |                       |
| 1973 | 大密探                                 | Dà mìtàn                                                                                                   | The Private Eye                                                              | Детектив / букв. «Суперагент»                                        | Ли Бяо                |
| 1973 | 仇愛                                   | Chóu ài | Vengeance and Love                                                           | Ненависть и месть                                                    |                       |
| 1974 | 大鄉里                                 | Daai6 hoeng lei5                                                                                           | The Country Bumpkin / Country Man / Countryman                               | Деревенщина                                                          |                       |
| 1974 | 女朋友                                 | Nǚpéngyou                                                                                                  | Girl Friend                                                                  | «Подружка»                                                           | Гао Линфэн            |
| 1974 |                                        | (яп.)Hiroshima 28                                                                                          | Hiroshima 28                                                                 | Хиросиме 28                                                          | Кимура Макимунэ       |

| Год  | Китайское название        | Транскрипция                                           | Английское название                 | Русское название          | Роли       |
| ---- | ------------------------- | ------------------------------------------------------ | ----------------------------------- | ------------------------- | ---------- |
| 1975 | 強中更有強中手 / 虎膽小子 | Qiang zhong geng you qiang zhong shou / Hu dan xiao zi | Bravest One / Two Kids with Gut     | Смельчак                  |            |
| 1975 | 一簾幽夢                  | Yī lián yōu mèng                                       | Fantasies Behind the Pearly Curtain | Грёзы за занавеской       | Цу Линь    |
| 1975 | 金粉神仙手                | Gam1 fan2 sansin1 sau2                                 | The Girl with the Dexterous Touch   | Девушка с золотыми руками | Гао Линфэн |
| 1976 | 追球追求                  | Zhuī qiú zhuīqiú                                       | The Chasing Game                    |                           |            |
| 1977 | 異鄉夢                    | Yi xiang meng                                          | There’s No Place Like Home          | Сны чужой земли           |            |
| 1978 | 說謊世界                  | Shuō huǎng shìjiè                                      | Con Artists                         | Мировая афера / Мошенники |            |
| 1978 | 真白蛇傳                  | Zan1 Baak6 Se4 Zyun6                                   | Love of the White Snake             | Любовь Белой Змеи         | Хёй Синь   |

| Год  | Китайское название         | Транскрипция                                              | Английское название                         | Русское название                                                                               | Роли                    |
| ---- | -------------------------- | --------------------------------------------------------- | ------------------------------------------- | ---------------------------------------------------------------------------------------------- | ----------------------- |
| 1981 | 魔界轉世 / 魔界轉生 / 凶榜 | Mo1 gaai3 zyun sai3 / Mo1 gaai3 zyun saang1 / Hung1 bong2 | The Imp                                     | Имп                                                                                            | Чён Кинкён              |
| 1982 | 賓妹                       | Ban1 Mui6                                                 | Marianna                                    | Марианна                                                                                       |                         |
| 1982 | 殺出西營盤                 | Saai3 ceot1 sai1 jing4 pun4                               | Coolie Killer                               | Кули-убийца                                                                                    | Коу Татфу               |
| 1983 | 奇謀妙計五福星             | Gei4 mau4 miu6 gai3 Ng5 Fuk1 Sing1                        | Winners and Sinners                         | Победители и грешники / Пять счастливых звёзд                                                  | Вазелин                 |
| 1984 | 神勇雙響炮                 | San jung soeng1 hoeng2 paau3                              | Pom Pom                                     | Пом Пом                                                                                        | Херб (камео)            |
| 1984 | 上天救命                   | Shàng tiān jiù mìng                                       | Heaven Can Help / Heaven Can Wait           | Небеса могут помочь / Небеса могут подождать                                                   | убийца полицейского     |
| 1985 | 福星高照                   | Fuk1 sing1 gou1 ziu3                                      | My Lucky Stars                              | Мои счастливые звёзды                                                                          | Херб                    |
| 1985 | 夏日福星                   | Haa6 jat6 fuk1 sing1                                      | Twinkle, Twinkle Lucky Stars                | Мои счастливые звёзды 2 / Сверкайте, сверкайте, счастливые звезды / Непревзойденный боец       | Херб                    |
| 1987 | 東方禿鷹                   | Dung1 fong1 tuk1 jing1                                    | Eastern Condors                             | Восточные кондоры                                                                              | Си Тоучён               |
| 1988 | 亡命鴛鴦                   | Wángmìng yuānyāng                                         | On the Run                                  | В бегах                                                                                        | суперинтендант Лёй Чёнь |
| 1988 | 褲甲天下                   | Kù jiǎ Tiānxià                                            | King of Stanley Market                      | Король Стэнли-маркет                                                                           |                         |
| 1988 | 金裝大酒店                 | Jīn zhuāng dà jiǔdiàn                                     | Carry On Hotel                              |                                                                                                |                         |
| 1988 | 繼續跳舞                   | Gai3 zuk6 tiu3 mou5                                       | Keep on Dancing                             | Танцуй                                                                                         | доктор Цинь             |
| 1992 | 五福星撞鬼                 | Ng5 Fuk1 Sing1 zong6 gwai2                                | Ghost Punting / Lucky Stars Ghost Encounter | Поймать призрака / Пендаль привидению (букв. «Пять счастливых звёзд сталкиваются с призраком») | Херб                    |

### Фильмы тайваньского производства
| Год  | Китайское название              | Транскрипция                                                | Английское название                                                   | Русское название                                                            | Роли        |
| ---- | ------------------------------- | ----------------------------------------------------------- | --------------------------------------------------------------------- | --------------------------------------------------------------------------- | ----------- |
| 1972 | 鬼手龍虎鬥 / 鬼羊辣虎鬥         | Gui shou long hu men / Gui yang la hu men                   |                                                                       |                                                                             |             |
| 1972 | 三十六彈腿                      | San shi liu dan tui / Saam sap luk taan teoi                | 36 Snap Kicks                                                         |                                                                             |             |
| 1973 | 山東大姐 / 馬素貞               | Shāndōng dàjiě / Mǎ Sùzhēn                                  | Heroine Susan, the Sister of the Shantung Boxer / Sister of Shangtong | Ма Сучжэнь / Сестра шаньдунского бойца (букв. «Шаньдунская старшая сестра») | Ма Юнчжэнь  |
| 1973 | 山東老大 / 龍拳風               | Shāndōng lǎodà / Lóng quán fēng                             | Dragon Blows                                                          | Старший брат из Шаньдуна / Драконьи удары                                   | Фан Чжаосюн |
| 1973 | 心有千千結                      | Xin you qianqian jie                                        | Heart with a Million Knots                                            | Сердце с тысячей тысяч узлов                                                | Ло Цзинчэнь |
| 1973 | 雨中行 / 錯愛                   | Yu zhong xing / Cuò ài                                      | Walking in the Rain                                                   | Шагая под дождём                                                            |             |
| 1974 | 我心深處                        | Wǒ xīn shēn chù                                             | The Choice of Love / Deep in My Heart                                 | букв. В глубине моего сердца                                                |             |
| 1974 | 雪花片片                        | Xuěhuā piànpiàn                                             | Falling Snow Flakes                                                   | Снежинки                                                                    |             |
| 1974 | 東邊日出西邊雨 / 東邊晴時西邊雨 | Dōng biān rì chū xī biān yǔ / Dōng biān qíng shí xī biān yǔ | Come Rain or Come Shine                                               | То ясно, то дождь                                                           |             |
| 1974 | 我父我夫我子                    | Wo fu wo fu wo zi                                           | My Father, My Husband, My Son / Father, Husband, Son                  | Отец, муж, сын                                                              |             |
| 1974 | 純純的愛                        |                                                             | Love, Love, Love / Chun Chun’s Love / Pure Love                       | Любовь Чунь Чунь                                                            | Ли Айфэнь   |
| 1974 | 長情萬縷                        | Cháng qíng wàn lǚ                                           | Long Way from Home                                                    | Вдали от дома                                                               | Линь Вэйян  |
| 1974 | 半山飄雨半山晴                  |                                                             | The Early Spring                                                      | Ранняя весна                                                                | Юй Вэньгуан |
| 1974 | 婚姻大事                        | Hūnyīn dàshì                                                | The Marriage / I do                                                   | букв. Брак — большое дело                                                   | Чэнь Яо     |
| 1974 | 愛情在春天                      | Ài qíng zài chūntiān                                        | Love in the Spring / Flower Under Ruins of Love / A Miracle Love      | букв. Любовь оживает весной                                                 |             |

| Год  | Китайское название               | Транскрипция                                                      | Английское название                                                                                                | Русское название                                              | Роли          |
| ---- | -------------------------------- | ----------------------------------------------------------------- | --- | ------------------------------------------------------------- | ------------- |
| 1975 | 樀星                             | dì xīng                                                           | Picking The Star                                                                                                   |                                                               |               |
| 1975 | 戰地英豪                         | Zhàn dì jing1 hou4                                                | Heroes Behind the Enemy Lines                                                                                      |                                                               |               |
| 1975 | 西貢.台北.高雄                   |                                                                   | Saigon, Taipei, Kaohsiung                                                                                          | Сайгон, Тайбэй, Гаосюн                                        |               |
| 1975 | 煙雨                             | Yān yǔ                                                            | Misty Drizzle | Моросящий дождь                                               |               |
| 1975 | 長青樹                           | cháng qīng shù                                                    | Evergreen Tree / Timberzack / The Forest of Forever                                                                | Вечнозелёное дерево                                           |               |
| 1976 | 今夜你和我 / 就從今夜起 / 閨房樂 | Jīn yè nǐ hé wǒ / Jiù cóng jīn yè qǐ / Guī fáng lè                | Starting Tonight                                                                                                   |                                                               |               |
| 1976 | 愛的奇譚                         | Ài de qí tán                                                      | Love of Strange Talk                                                                                               | букв. Странные речи любви                                     |               |
| 1976 | 星期六的約會                     | xīngqīliù de yuē huì                                              | A Saturday Date | Свидание в субботу                                            |               |
| 1976 | 情話綿綿                         | Qíng huà miánmián                                                 | Tainted Love |                                                               |               |
| 1976 | 明天20歲                         | Míngtiān 20 suì                                                   | Tomorrow I’m 20 | Завтра мне 20                                                 |               |
| 1976 | 不一樣的愛                       | Bùyī yàng de ài                                                   | Different Love | Другая любовь                                                 |               |
| 1976 | 我是一沙鷗                       | wǒ shì yī shā ōu                                                  | Come Fly With Me                                                                                                   | Летим со мной                                                 |               |
| 1976 | 夏日假期玫瑰花 / 夏日假期        | Xià rì jiàqī méiguihuā / Xià rì jiàqī                             | Trio Love / Summer, Vacation, Roses                                                                                | Лето, отпуск, розы / Летний отпуск                            |               |
| 1976 | 佳期.假期                        | Jiā qī, jiǎ qī                                                    | Time for Wine and Roses                                                                                            | Время вина и роз (букв. «Отпуск, прекрасная пора»)            |               |
| 1976 | 秋歌                             | qiū gē                                                            | Autumn Love Song / The Autumn Melody                                                                               | Осенняя песнь                                                 |               |
| 1977 | 情深愛更深                       | Qíng shēn ài gèng shēn                                            | Eternal Love | Бездонная любовь                                              |               |
| 1977 | 人在天涯                         | Rén zài tiān yá                                                   | At the Side of Sky-Line / Far Away from Home                                                                       |                                                               | Гао Чжиюань   |
| 1977 | 不要在大街上吻我                 | Bùyào zài dàjiē shàng wěn wǒ                                      | Don’t Kiss Me on the Street                                                                                        | Не целуй меня на улице                                        |               |
| 1977 | 風雲人物                         | Fēng yún rénwù                                                    | Men of the Hour / The Heroic Figure / Masters of the Iron Arena / Wu Tang Matrix / Black Hercules vs. Yellow Tiger |                                                               |               |
| 1977 | 彩雲在飛躍 / 飛躍愛河橋          | Cǎi yún zài fēi yuè / Fēi yuè Ài Hé Qiáo                          | Love Across the Bridge / Cloud Is Jumping Up                                                                       |                                                               | Чэн Ваньцзюнь |
| 1977 | 奔向彩虹                         | Ben xiang cai hong                                                | The Love Affair of Rainbow / Up to Rainbow                                                                         | Устремляясь к радуге                                          |               |
| 1977 | 細雨敲我當                       | Xì yǔ qiāo wǒ dāng                                                | Misty Rain Knocking My Window                                                                                      | Дождик стучится ко мне                                        |               |
| 1977 | 手足情深                         | Shǒu zú qíng shēn                                                 | Brotherly Love / Brotherhood / Dear Brother                                                                        | Братская любовь                                               |               |
| 1977 | 杜鵑花開時                       | dù juān huā kāi shí                                               | It’s Azalea’s Time / Azaleo Blooming Season                                                                        | Пора азалий                                                   |               |
| 1977 | 愛的賊船                         | Ài de zéi chuán                                                   | A Pirate of Love                                                                                                   | Пират любви                                                   |               |
| 1977 | 我是一片雲                       | Wǒ shì yīpiàn yún                                                 | Cloud of Romance                                                                                                   |                                                               |               |
| 1978 | 踩在夕陽裡                       | Cǎi zài xī yáng lǐ /                                              | Walking in the Sunset / The Beautiful Sunset                                                                       |                                                               |               |
| 1978 | 月朦朧鳥朦朧                     | Yuè méng lóng niǎo méng lóng / Jyut6 mung4 lung4 niu5 mung4 lung4 | The Misty Moon / Moon Fascinating, Bird Sweet                                                                      | Туманная Луна / Луна и птица                                  | Вэй Пэнфэй    |
| 1978 | 又是黃昏                         | Yòu shì huáng hūn                                                 | It’s Sunset Again / Another Day, Another Evening! / Once More in the Evening                                       | И вновь закат / И снова сумерки                               |               |
| 1978 | 情竇初開                         | Qíng dòu chū kāi                                                  | Young Lovers | Юные чувства                                                  |               |
| 1978 | 男孩與女孩的戰爭                 | Nánhái yǔ nǚhái de zhànzhēng                                      | The War of the Sexes                                                                                               | Война полов (букв. «Война/соперничество мальчиков и девочек») |               |
| 1978 | 金木水火土                       | Jīn mù shuǐ huǒ tǔ                                                | Fearless Kung Fu Elements                                                                                          | букв. Металл, дерево, вода, огонь, земля (см. У-син)          |               |
| 1979 | 昨日雨瀟瀟                       | Zuó rì yǔ xiāoxiāo                                                | The Misty Rain of Yesterday’s                                                                                      | Капель вчерашнего дождя                                       |               |
| 1979 | 一個女工的故事                   | Yī gè nǚ gōng de gùshì                                            | The Story of a Woman Worker / Fly Up with Love / Fly with Love                                                     | История одной работницы                                       |               |
| 1979 | 成功嶺上                         | Chénggōng lǐng shàng                                              | Off to Success | Вершина успеха                                                |               |
| 1979 | 摘星                             | Zhāi xīng                                                         | Touch of Fair Lady                                                                                                 |                                                               | Гао Лэй       |
| 1979 | 落花流水春去也 / 流水.落花.春去  | Luòhuā liúshuǐ chūn qù yě / Liúshuǐ, luòhuā, chūn qù              | Fallen Flowers, Flowing Water, the Spring Is Gone                                                                  | букв. Всё в пух и прах, и кончилась весна                     |               |
| 1979 | 難忘的一天                       | Nán wàng de yītiān                                                | An Unforgettable Day / That Unforgettable Day                                                                      | Незабываемый день                                             |               |
| 1979 | 一爿情深 / 一片深情              | Yī qiáng qíng shēn / Yī piàn shēn qíng                            | The Choice of Love / Return of Monsoon / Deep in Love                                                              |                                                               | Ко Лик        |

| Год  | Китайское название         | Транскрипция                                          | Английское название                       | Русское название                      | Роли |
| ---- | -------------------------- | ----------------------------------------------------- | ----------------------------------------- | ------------------------------------- | ---- |
| 1980 | 愛的小草 / 愛的小花 / 愛苗 | Ài de xiǎo cǎo / Ài de xiǎo huā / Ài miáo             | The Beloved Grass                         | Росток любви                          |      |
| 1980 | 晚間新聞                   | Wan jian xin wen                                      | Night News / Evening News                 | Вечерние новости                      |      |
| 1981 | 愛殺                       | Ài shā                                                | Love Massacre                             | Любовное убийство                     | Луи  |
| 1981 | 海軍與我                   | Hǎijūn yǔ wǒ                                          | The Marine and I                          | Военно-морской флот и я               |      |
| 1981 | 上尉與我                   | Shàng wèi yǔ wǒ                                       | The Captain and I                         | Капитан и я                           |      |
| 1981 | 皇天后土                   | Huáng tiān hòu tǔ                                     | The Coldest Winter in Peking              |                                       |      |
| 1983 | 最長的一夜                 | Zuì cháng de yī yè                                    | The Night Ever So Long                    | Самая долгая ночь                     |      |
| 1984 | 奪愛 / 微風細雨點點晴      | Duó ài / Wei feng xi yu diandian qing                 | Snapping of Love / Seasonal Love          | Похищение любви                       |      |
| 1986 | 日內瓦的黃昏               | Rìnèiwǎ de huáng hūn                                  | The Sunset in Geneva / Twilight in Geneva | Закат в Женеве / Сумерки Женевы       |      |
| 1986 | 金門砲戰 / 八二三砲戰      | Jīnmén pào zhàn / Bā èr sān pào zhàn (8-2-3 pào zhàn) | The Kinmen Bombs                          | Обстрел Киньмэня / Артобстрел VIII.23 |      |

## Номинации и награды
Тайбэйский кинофестиваль Golden Horse
- 1975 — Премия в категории «Лучшая мужская роль» (Long Way From Home, 1974)[1]
- 1977 — Премия в категории «Лучшая мужская роль» (Far Away From Home, 1977)[2]